# Atarba unilateralis
Atarba unilateralis är en tvåvingeart som beskrevs av Alexander 1931. Atarba unilateralis ingår i släktet Atarba och familjen småharkrankar.
Artens utbredningsområde är Venezuela. Inga underarter finns listade i Catalogue of Life.